# Oscar Wester
Oscar Wilde Wester (Stockholm, 21 juni 1995) is een Zweedse freestyleskiër. Hij vertegenwoordigde zijn vaderland op de Olympische Winterspelen 2014 in Sotsji en op de Olympische Winterspelen 2018 in Pyeongchang.

## Carrière
Wester maakte zijn wereldbekerdebuut in januari 2013 in Copper Mountain. Een maand later behaalde hij in Silvaplana zijn eerste toptienklassering in een wereldbekerwedstrijd. Op de wereldkampioenschappen freestyleskiën 2013 in Voss eindigde de Zweed als zevende op het onderdeel slopestyle. In maart 2013 stond Wester in de Spaanse Sierra Nevada voor de eerste maal in zijn carrière op het podium van een wereldbekerwedstrijd. Tijdens de Olympische Winterspelen van 2014 in Sotsji eindigde hij als achttiende op het onderdeel slopestyle.
Op 23 december 2017 boekte de Zweed in Font-Romeu zijn eerste wereldbekerzege. Tijdens de Olympische Winterspelen van 2018 in Pyeongchang eindigde Wester als elfde op het onderdeel slopestyle. In Park City nam hij deel aan de wereldkampioenschappen freestyleskiën 2019. Op dit toernooi eindigde hij als tiende op het onderdeel slopestyle en als zeventiende op het onderdeel big air.

## Resultaten

### Olympische Winterspelen
| Jaar | Plaats      | Resultaten     |
| ---- | ----------- | -------------- |
| 2014 | Sotsji      | 18e Slopestyle |
| 2018 | Pyeongchang | 11e Slopestyle |

### Wereldkampioenschappen
| Jaar | Plaats    | Resultaten                 |
| ---- | --------- | -------------------------- |
| 2013 | Voss      | 7e Slopestyle              |
| 2019 | Park City | 17e Big air 10e Slopestyle |

### Wereldbeker
Eindklasseringen
| Seizoen   | Algm | BA  | SS    |
| --------- | ---- | --- | ----- |
| 2012/2013 | 35e  | –   | Brons |
| 2013/2014 | 55e  | –   | 9e    |
| 2015/2016 | 64e  | –   | 14e   |
| 2016/2017 | 124e | 58e | 25e   |
| 2017/2018 | 17e  | 9e  | Brons |
| 2018/2019 | 80e  | 23e | 17e   |
| 2019/2020 | 99e  | 16e | 17e   |

Wereldbekerzeges
| Datum            | Plaats     | Onderdeel  |
| ---------------- | ---------- | ---------- |
| 23 december 2017 | Font-Romeu | Slopestyle |